# Rhachotropis aculeata
Rhachotropis aculeata is een vlokreeftensoort uit de familie van de Eusiridae. De wetenschappelijke naam van de soort is voor het eerst geldig gepubliceerd in 1780 door Lepechin.